# Julian Bell
Pour les articles homonymes, voir Bell.
Julian Heward Bell (4 février 1908 – 18 juillet 1937) est un poète britannique, fils de Clive et Vanessa Bell, et neveu de Leonard et Virginia Woolf.

## Biographie
Né le 4 février 1908, Julian Bell est le frère aîné du peintre et écrivain Quentin Bell. Tous deux ont pour demi-sœur Angelica Garnett, fille de Duncan Grant. Julian Bell passe son enfance à Charleston Farmhouse, dans le Sussex, et fait ses études d'abord à Leighton Park puis à King's College (Cambridge), où il est membre de la société secrète des Cambridge Apostles. Recherchant l'émulation intellectuelle du Bloomsbury Group, il fréquente l'économiste John Maynard Keynes et quelques-uns de ses protégés Frank Ramsey et Ludwig Wittgenstein. Il fait connaitre à l'économiste son amant Anthony Blunt ainsi que son ami Guy Burgess qui appartiennent aussi aux Cambridge Apostles et qui se révéleront ensuite être membres du réseau créé par Kim Philby, les Cinq de Cambridge. Dans les années 1930, malgré l'influence dominante du marxisme à Cambridge, Julian Bell se radicalise sans adhérer au réseau d'espionnage dont le principal agent recruteur est son ami Anthony Blunt qui vit en couple avec Guy Burgess.
En 1935, il se rend en Chine, où il enseigne l'anglais à l'université de Wuhan. Puis, en 1937, il rejoint les rangs des Républicains pendant la guerre civile espagnole en tant qu'ambulancier. À 29 ans, il trouve la mort pendant la bataille de Brunete. Jean-Marc Siroën émet des doutes sur la version officielle de sa mort par un éclat d'obus.
Cette disparition prématurée passe pour avoir renforcé la détermination des Cinq de Cambridge dans leur volonté de combattre le fascisme. Elle marque tout aussi profondément l'ensemble du Bloomsbury Group et transparaît d'une façon soit explicite, soit allusive, dans les recueils de souvenirs et dans les œuvres romanesques publiés par les auteurs de ce cénacle. À la demande de Vanessa Bell, John Maynard Keynes, écrit un mémoire en hommage au jeune poète disparu.

## Œuvres
- Winter Movement, poèmes, 1930
- We Did Not Fight: 1914-1918 Experiences of War Resisters, 1935
- Work for the Winter, poèmes, 1936
- Essays, Poems and Letters, éd. par Quentin Bell, 1938